# Andrej Nyikolajevics Kolmogorov
Andrej Nyikolajevics Kolmogorov (orosz: Андрей Николаевич Колмогоров) (Tambov, 1903. április 25. – Moszkva, 1987. október 20.) szovjet matematikus. Számos tudományterületen előremutató volt munkássága, ilyenek a valószínűségszámítás, a topológia, a turbulencia, a klasszikus mechanika, algoritmikus információelmélet és számítási komplexitás. Legtehetségesebb magyar tanítványa Rényi Alfréd volt.

## Élete
Andrej Kolmogorov Tambov városában született, Moszkvától mintegy 500 km-re, délkeletre. Édesanyja, Marija Jakovna Kolmogorova hajadonként, szülés közben életét vesztette. Andrejt két nagynénje vette magához, így került nagyapja virágzó nemesi birtokára, Tunosnára (Jaroszlavlhoz közeli település). Andrej édesapjáról, Nyikolaj Matvejevics Katajevről kevés információnk van. Nyikolajt száműzték Szentpétervárról a Jaroszlavl kormányzóságba, mivel részt vett a narodnyik mozgalomban. 1919-ben tűnt el, valószínűleg az orosz polgárháborúban vesztette életét.

### Ifjúkora
Andrej Kolmogorov a nagynénje falusi iskolájában végezte tanulmányait, és korai irodalmi próbálkozásait az iskolai matematikai lapokban jelentette meg. Tizenévesen „örökmozgó gépet” tervezett, melynek hibáit olyan ügyesen rejtette el, hogy középiskolai tanárai nem tudták azokat felfedezni. 1910-ben, a nagynénje örökbe fogadta, majd Moszkvába költöztek, ahol 1920-ban érettségit szerzett.
Híres volt széles körű műveltségéről. Egyetemi hallgatóként, részt vett az orosz történész Szergej Bahrusin szemináriumain is, így első tanulmánya Novgorod 15–16. századbeli agrár- és tulajdonviszonyaival foglalkozott. Ebben az időszakban (1921–1922), Kolmogorov számos elméletet dolgozott ki és bizonyított be a halmazelmélet témakörében és az Fourier-sorral kapcsolatban.

### Felnőttkora
1922-ben nemzetközi elismerésre tett szert egy majdnem mindenhol divergens Fourier-sor építésével. Ebben az időben döntött úgy, hogy életét a matematikának szenteli.
1925-ben diplomázott a Moszkvai Állami Egyetemen és Nyikolaj Luzin oldalán folytatta tanulmányait. Eközben életre szóló barátságot kötött Pavel Szergejevics Alekszandrovval. (Később mindketten részt vettek közös tanáruk, Nyikolaj Luzin politikai meghurcoltatásában – Luzin-ügy, 1936.) Egyes kutatók szerint Kolmogorov és Alekszandrov homoszexuális kapcsolatban éltek, mások ezt vitatják, és azt feltételezik, hogy ezt a pletykát azért terjesztették az 1950-es években, hogy ezzel is segítsék a Luzin-ügy résztvevőinek rehabilitációját. Kolmogorov (Alekszandr Hincsinnel együtt) ekkoriban kezdett el komolyabban foglalkozni a valószínűségelmélettel.
1930-ban Kolmogorov első hosszabb külföldi útjára indult Göttingenbe és Münchenbe, majd Párizsba. 1931-ben jelent meg úttörő munkája, A valószínűségelmélet elemzési módszereiről, német nyelven. 1931-ben a Moszkvai Állami Egyetem professzora lett.
1935-ben, Kolmogorov lett a Moszkvai Állami Egyetem Valószínűségelméleti tanszékének elnöke. Ekkoriban (1936 körül) részt vett az ökológiai tudományterületén végzett munkában is a ragadozó–zsákmány rendszerekről szóló Lotka–Volterra egyenlet általánosításával. Egy 1938-ban megjelent tanulmányában Kolmogorov lefektette a stacionárius sztochasztikus folyamatok simításának és előrejelzésének elméleti alapjait, mely hadászati célokra nagymértékben felhasználható lett volna a hidegháború idején. 1939-ben a Szovjet Tudományos Akadémia teljes jogú tagjává választják.
A későbbiekben Kolmogorov kutatásaival elsősorban a turbulenciára fókuszált, mely területen kiadott publikációi (1941-től) jelentősen befolyásolták az egész tudományterületet. A klasszikus mechanikában tett legismertebb tételét, a Kolmogorov–Arnold–Moser tételt, először 1954-ben mutatták be a Nemzetközi Matematikai Kongresszuson. 1957-ben, tanítványával, Arnolddal folytatott közös munkát, melynek során egy sajátos értelmezésben feloldotta Hilbert tizenharmadik problémáját. Nagyjából ez idő tájt kezdett az algoritmikus komplexitás elméletével foglalkozni, mely alapítójának tartják, és amiért gyakran Kolmogorov-féle komplexitás elméletként hivatkoznak a területre.
1942-ben Kolmogorov feleségül vette Anna Dmitrijevna Jegorovát. Egész életében tanított az egyetemen és azon kívül. Kisiskolások oktatásában is részt vett, valamint erőfeszítéseket tett - a tehetséges gyerekek érdekében - a pedagógiai fejlesztések területén (irodalom, zene és matematika témakörökben).
A Moszkvai Állami Egyetemen különböző pozíciókat töltött be élete folyamán: a Valószínűségelmélet, Statisztika és Sztochasztikus matematikai logika tanszékek vezetője, valamint a Moszkvai Állami Egyetem Mechanika és Matematika karának dékánja is volt az évek során. 1971-ben csatlakozott egy oceanográfiai expedícióhoz a Dmitrij Mengyelejev kutatóhajó fedélzetén. Számos cikket írt a Nagy Szovjet Enciklopédiába.
Kolmogorov 1987-ben halt meg Moszkvában. A Novogyevicsi temetőben helyezték örök nyugalomra.

## Tudományos eredményei
- 1925-ben megjelent intuicionista logikával foglalkozó munkája az О принципе tertium non datur, (Kizárt harmadik elve). Ebben bebizonyította, hogy egy bizonyos értelmezés szerint, a klasszikus formális logika minden állítását meg lehet fogalmazni az intuicionista logika nyelvén.
- 1929-ben doktori fokozatot szerzett a Moszkvai Állami Egyetemen.
- 1931-ben jelent meg úttörő munkája, A valószínűségelmélet elemzési módszereiről, német nyelven.
- 1931-ben a Moszkvai Állami Egyetem professzora lett.
- 1933-ban kiadta A valószínűségszámítás alapfogalmait, mellyel lefektette a modern valószínűségelmélet axiomatikus alapjait. Megjelenése után a tudományterület első számú szakembereként emlegették.
- 1935-ben a Moszkvai Állami Egyetem Valószínűségelméleti tanszékének elnöke.
- 1936-ban általánosította a Lotka–Volterra modellt.
- 1938-ban megjelent (sztochasztikus folyamatokkal és a Markov-lánccal foglalkozó) tanulmányában lefektette a stacionárius sztochasztikus folyamatok simításának és előrejelzésének elméleti alapjait.
- 1939-ben a Szovjet Tudományos Akadémia teljes jogú tagja lett.
- Sydney Chapman, brit matematikussal párhuzamosan és tőle teljesen függetlenül kidolgozza a sztochasztikus folyamatok és a Markov-láncok területének kulcsfontosságú azonosságát. Chapman-Kolmogorov azonosság
- 1954-ben bemutatják a Kolmogorov-Arnold-Moser tételt
- 1957-ben Vlagyimir Igorevics Arnold nevű tanítványával feloldják Hilbert tizenharmadik problémáját

## Bibliográfia

### Könyvei
- Selected Works of A. N. Kolmogorov: Mathematics and Mechanics, Volume 1. Edited by V. M. Tikhomirov
- Selected Works of A. N. Kolmogorov: Probability Theory and Mathematical Statistics, Volume 2. Edited by A. N. Shiryayev
- Selected Works of A. N. Kolmogorov: Information Theory and the Theory of Algorithms, Volume 3. Edited by A. N. Shiryayev
- Mathematics of the 19th Century: Constructive Function Theory According to Chebyshev, Ordinary Differential Equations, Calculus of Variations, and Theory of Finite Differences. Edited by A. N. Kolmogorov and A. P. Yushkevich
- Mathematics of the 19th Century: Geometry, Analytic Function Theory. Edited by A. N. Kolmogorov and A. P. Yushkevich
- Mathematics of the 19th Century: Mathematical Logic, Algebra, Number Theory, Probability Theory. Edited by A. N. Kolmogorov and A. P. Yushkevich
- MATHEMATICS: Its Content, Methods and Meaning. A. D. Aleksandrov, A. N. Kolmogorov, M. A. Lavrent'ev (Editors)
- Introductory Real Analysis. A. N. Kolmogorov and S. V. Fomin
- Elements of the Theory of Functions and Functional Analysis. A. N. Kolmogorov and S. V. Fomin

### Magyarul megjelent könyvei
- Andrej Nyikolajevics Kolmogorov (2010). A valószínűségszámítás alapfogalmai, Typotex Kiadó.
- Andrej Nyikolajevics Kolmogorov, Szergej Vlagyimirovics Fomin (2010). A függvényelmélet és a funkcionálanalízis elemei, Typotex Kiadó.